# Список хет-триков сборной России по футболу
Список хет-триков сборной России по футболу — список, включающий в себя все хет-трики (в классическом понимании этого слова — от трёх и больше голов), забитые игроками сборной команды России по футболу или в её ворота игроками сборных команд других стран.

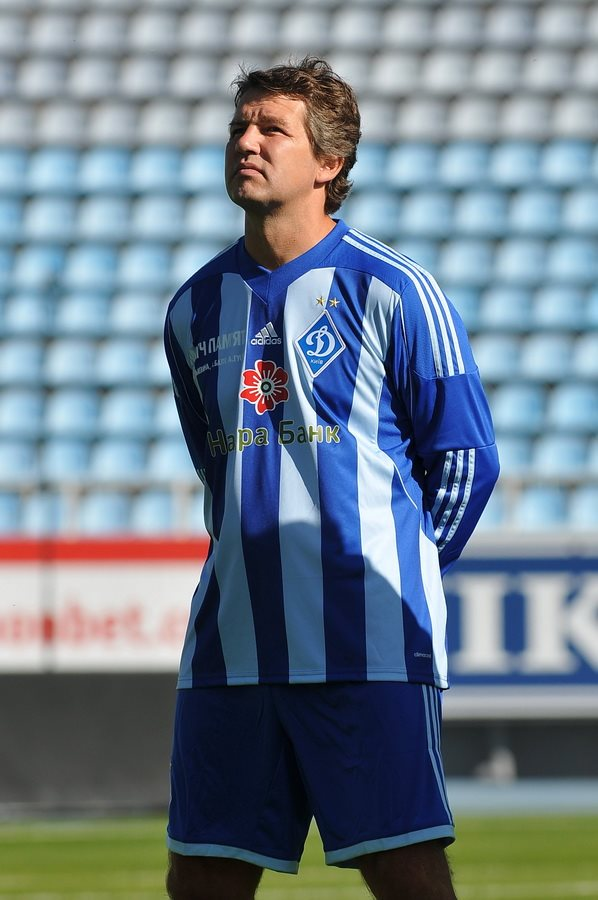
Олег Саленко — автор единственного пента-трика в истории сборной России

Рекордсменом по количеству голов в одном матче среди игроков сборной России по футболу является пента-трик Олега Саленко в матче против сборной Камеруна на чемпионате мира 1994 года; данный результат стал рекордом чемпионатов мира по футболу по результативности игрока в пределах одного матча.

## Хет-трики

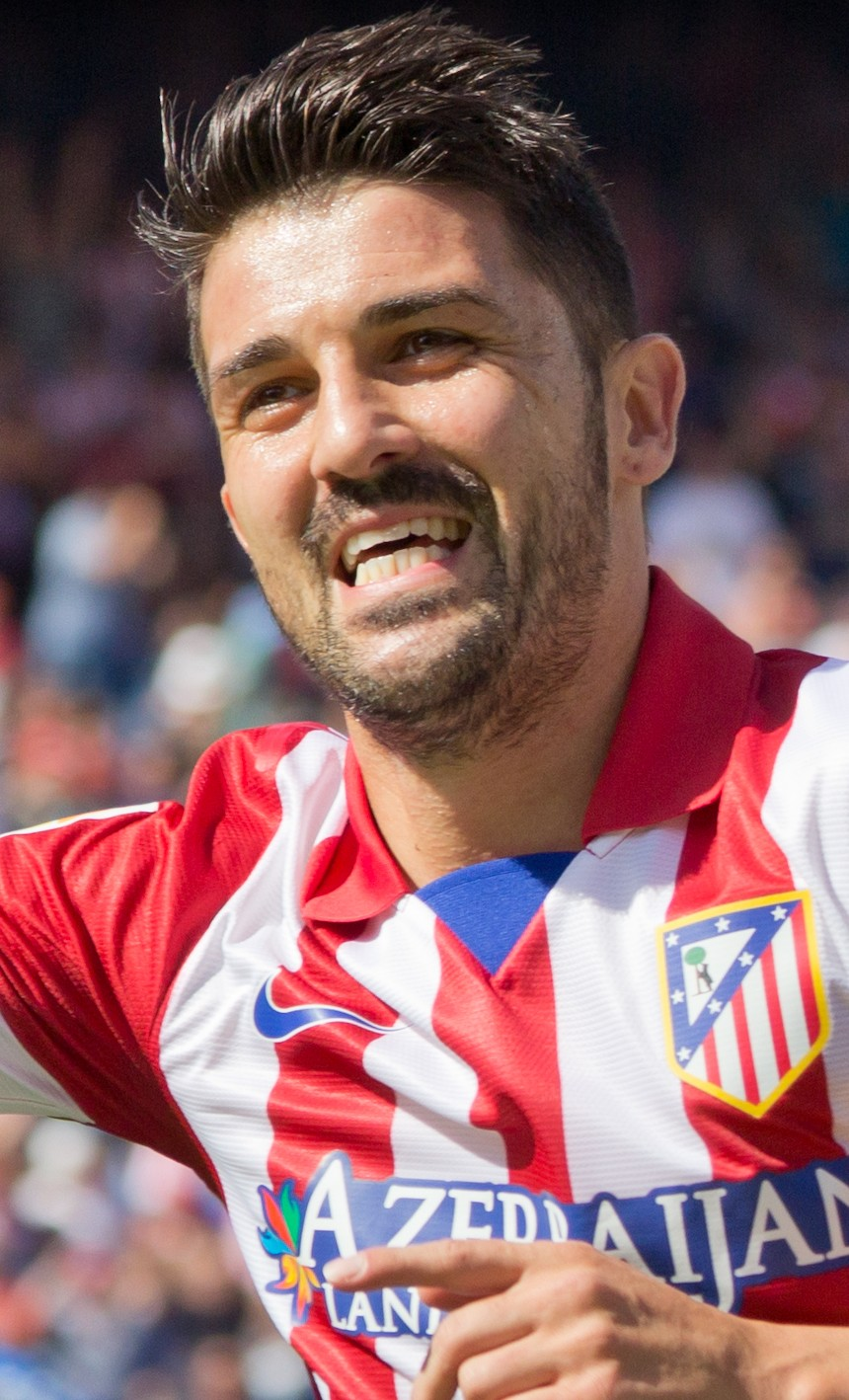
Давид Вилья — единственный игрок, оформивший хет-трик в матче против сборной России

Первым игроком сборной Российской федерации по футболу, реализовавшим хет-трик, стал Александр Бородюк в товарищеском матче против сборной Мексики 2 февраля 1994 года.
Последний хет-трик в составе сборной России принадлежит Артёму Дзюбе, забившему покер в ворота сборной Сан-Марино в рамках отборочного этапа к чемпионату Европы 2021 года 8 июня 2019 года.
По состоянию на 18 августа 2024 года сборная России по футболу оформила 6 хет-триков, 2 покера и 1 пента-трик; в ворота сборной России был оформлен лишь один хет-трик (это сделал игрок сборной Испании Давид Вилья в матче группового этапа чемпионата Европы 2008 10 июня 2008 года).

### Легенда
- ОИ — летние Олимпийские игры
- ОЧМ — отборочный турнир к чемпионату мира
- ОЧЕ — отборочный турнир к чемпионату Европы
- ТМ — товарищеский матч
- ЧМ — чемпионат мира
- ЧЕ — чемпионат Европы

Голы сборной России выделены цветом.

### Оформленные
| Дата             | Голы | Игрок               | Соперник    | Стадион                      | Соревнование | Счёт | Прим.         |
| ---------------- | ---- | ------------------- | ----------- | ---------------------------- | ------------ | ---- | ------------- |
| 2 февраля 1994   | 3    | Александр Бородюк   | Мексика     | Окленд Колизеум (Окленд)     | ТМ           | 1:4  | [ 2 ]         |
| 28 июня 1994     | 5    | Олег Саленко        | Камерун     | Стэнфорд (Пало-Альто)        | ЧМ 1994      | 1:6  | [ 23 ]        |
| 6 октября 2001   | 3    | Владимир Бесчастных | Швейцария   | Динамо (Москва)              | ОЧМ 2002     | 4:0  | [ 24 ] [ 25 ] |
| 10 сентября 2003 | 3    | Дмитрий Булыкин     | Швейцария   | Локомотив (Москва)           | ОЧЕ 2004     | 4:1  | [ 26 ] [ 27 ] |
| 9 октября 2004   | 3    | Дмитрий Сычёв       | Люксембург  | Жози Бартель (Люксембург)    | ОЧМ 2006     | 0:4  | [ 28 ] [ 29 ] |
| 2 июня 2007      | 3    | Александр Кержаков  | Андорра     | Петровский (Санкт-Петербург) | ОЧЕ 2008     | 4:0  | [ 30 ] [ 31 ] |
| 4 июня 2011      | 3    | Роман Павлюченко    | Армения     | Петровский (Санкт-Петербург) | ОЧЕ 2012     | 3:1  | [ 32 ] [ 33 ] |
| 8 сентября 2015  | 4    | Артём Дзюба         | Лихтенштейн | Райнпарк (Вадуц)             | ОЧЕ 2016     | 0:7  | [ 34 ] [ 35 ] |
| 8 июня 2019      | 4    | Артём Дзюба         | Сан-Марино  | Мордовия Арена (Саранск)     | ОЧЕ 2020     | 9:0  | [ 3 ] [ 4 ]   |